# Сенизе
Сенѝзе (на италиански: Senise) е градче и община в Южна Италия, провинция Потенца, регион Базиликата. Разположено е на 360 m надморска височина. Населението на общината е 7084 души (към 2012 г.).